# 小行星8617
小行星8617（英語：8617）是一颗围绕太阳公转的小行星。1980年8月6日，茲丹卡·瓦弗洛娃在克列特发现了此天体。
这颗小行星的绝对星等为54.6758399131736等。